# حيرام بيت بينيت
حيرام بيت بينيت (بالإنجليزية: Hiram Pitt Bennet)‏ هو محامي وقاضي وسياسي أمريكي، ولد في 2 سبتمبر 1826 في الولايات المتحدة، وتوفي في 11 نوفمبر 1914 في نفس البلد. حزبياً، نشط في الحزب الجمهوري.